# Vuelo 661 de Pakistan International Airlines
El vuelo 661 de Pakistan International Airlines (PK661/PIA661) fue un vuelo nacional de pasajeros operado por un ATR 42-500. Partió desde el Aeropuerto de Chitral hacia el Aeropuerto Internacional Benazir Bhutto con 42 pasajeros, entre los que se encontraba un ingeniero de la aerolínea, y cinco miembros de la tripulación. Se estrelló el 7 de diciembre de 2016 cerca de la localidad de Havelian. No hubo sobrevivientes.

## Aeronave
La aeronave era un ATR 42-500, registro AP-BHO y msn 663. Fue entregada nueva a Pakistan International Airlines (PIA) en 2007 y realizó su primer vuelo el 3 de mayo de 2007. En el momento del accidente había registrado 18.739 horas de vuelo desde que se unió a la flota de PIA y había pasado por mantenimiento en octubre, obteniendo la máxima certificación.

## Accidente
El avión despegó del Aeropuerto de Chitral rumbo al Aeropuerto Internacional Benazir Bhutto sobre las 15:30 hora local, sobre las 16:14 dieron una llamada de socorro, alertando de que un motor había fallado, minutos después se estrelló cerca de la localidad de Havelian, a unos 70 kilómetros de Islamabad.

## Víctimas
En la lista de pasajeros difundida por PIA, había 42 pasajeros (treinta y un hombres, nueve mujeres y dos niños) y cinco miembros de la tripulación. Todos eran pakistaníes a excepción de dos austríacos y un chino. Entre los pasajeros se encontraba el cantante y predicador musulmán Junaid Jamshed.
| Nacionalidad | Pasajeros | Tripulación | Total |
| ------------ | --------- | ----------- | ----- |
| Pakistán     | 39        | 5           | 44    |
| Austria      | 2         | -           | 2     |
| China        | 1         | -           | 1     |
| Total        | 42        | 5           | 47    |